# Saint-André-de-Kamouraska
Saint-André-de-Kamouraska es un municipio canadiense situado en la provincia de Quebec.

## Superficie
Saint-André-de-Kamouraska tiene una superficie de 71,06 km².

## Demografía
En 2021, tenía 658 habitantes, una densidad poblacional de 9,3 hab./km², y 276 viviendas.